# 横山鎮明
横山 鎮明（よこやま しずあき、1888年（明治21年）9月25日 - 1977年（昭和52年）7月8日）は、大日本帝国陸軍軍人。最終階級は陸軍少将。

## 経歴
1888年（明治21年）に広島県で生まれた。陸軍士官学校第23期、陸軍大学校第31期卒業。1935年（昭和10年）8月1日に陸軍歩兵大佐に進級と同時に熊本連隊区司令官に着任し、1936年（昭和11年）3月に歩兵第25連隊長に転じた。
1938年（昭和13年）7月15日に陸軍少将に進級し、留守第5師団司令部附となり、1939年（昭和14年）8月1日に待命、9月3日に予備役に編入された。1941年（昭和16年）3月1日に召集され広島連隊区司令官に就任し、1942年（昭和17年）8月1日まで務めた。1945年（昭和20年）3月31日に再度召集され、釜山陸軍兵事部長兼釜山地区司令官に就任した。
1947年（昭和22年）11月28日、公職追放仮指定を受けた。

## 栄典
勲章等
- 1940年（昭和15年）8月15日 - 紀元二千六百年祝典記念章[6]